# 周忠轩
周忠轩（1955年12月—）。男，汉族，辽宁建昌人，中华人民共和国政治人物。辽宁师范学院（现辽宁师范大学）中文系毕业，中共中央党校经济学研究生，中国社会科学院经济学博士。

## 生平
1974年11月参加工作。1975年4月加入中国共产党。历任中共凌源县委副书记，建平县委副书记、县长；朝阳市市长助理兼市科委主任、外经委主任，副市长，市委常委、常务副市长，市委副书记、代市长、市长、市委书记，抚顺市委书记，中共辽宁省委秘书长、办公厅主任兼省直机关工委书记等职。2008年5月，任中共辽宁省委常委、秘书长。2013年1月30日，任中共辽宁省委常委、辽宁省人民政府常务副省长。2016年1月，辞去辽宁省副省长职务，当选辽宁省人大常委会副主任。